# Grandi uffici della corona asburgica
I grandi uffici della Corona asburgica costituivano una serie di incarichi governativi conferiti dagli imperatori del Sacro Romano Impero nel Medioevo e nell'età moderna all'interno della corte. Tali uffici videro il loro numero e la loro natura cambiare notevolmente nel corso della storia della monarchia asburgica.
Gli incarichi concessi a corte avevano originariamente il compito di strutturare e dirigere molti aspetti della vita pratica del monarca e del suo seguito: ad esempio vi erano una serie di camerieri ed inservienti che si preoccupavano dei bisogni personali del sovrano (provvedere al vestiario, seguire le cacce, salvaguardare il tesoro privato del sovrano, ecc.) e lo assistevano in alcuni compiti. Tale posizione di vicinanza al sovrano quasi quotidiana divenne successivamente un incarico sempre più prestigioso, assegnato a famiglie di rilievo nella monarchia asburgica.
A partire dal XVI secolo, gran parte di questi incarichi divennero perlopiù onorifici. Alcune cariche vennero concesse per via ereditaria ad un ristretto numero di famiglie che divennero quindi particolarmente influenti all'interno della monarchia asburgica. Tali cariche erano solitamente assunte dal più anziano o comunque dal capofamiglia.

## I principi-elettori funzionari
Nell'ambito delle cerimonie che riguardavano il Sacro Romano Impero, a partire dal XV secolo (cioè quando gli Asburgo vennero stabilmente eletti alla carica di imperatore), le cariche erano le seguenti:
- Arci-maggiordomo o arci-coppiere (Erzmundschenk): concesso al re di Boemia, fino al XV secolo, poi dal 1708-1780
- Arci-siniscalco o arci-vicario (Erztruchsess): concesso all'elettore palatino fino al 1623, poi all'elettore di Baviera, 1623–1706; poi all'elettore palatino, 1706–14; poi all'elettore di Baviera, 1714–1806
- Arci-maresciallo (Erzmarschall): concesso all'Elettore di Sassonia
- Arci-ciambellano (Erzkämmerer): concesso all'Elettore di Brandeburgo
- Arci-tesoriere	(Erzschatzmeister): concesso all'elettore palatino, 1648–1706; poi all'elettore di Hannover, 1710–14; poi all'elettore palatino, 1714–77; poi all'elettore di Hannover, 1777–1814
- Arci-araldo (Erzbannerträger): concesso all'elettore di Hannover, 1708–10 e 1714–77

## Grandi uffici della corte imperiale di Vienna
La corte imperiale di Vienna vantava propri grandi uffici. Quattro erano gli alti funzionari:
- Obersthofmeister - dal quale dipendevano la cappella di corte e il clero di corte, i medici di corte, l'ufficio telegrafico del palazzo, il direttore del teatro di corte, gli artisti da camera, il governatore del castello, l'araldo di corte (austriaco, ungherese e boemo), il contabile di corte, la biblioteca di corte nonché tutte le collezioni scientifiche presenti a palazzo, compreso lo zoo; da lui dipendeva la gestione delle principali cerimonie da tenersi a corte
- Oberstkämmerer - dal quale dipendeva l'amministrazione della borsa privata del monarca, tutte le collezioni storico-artistiche e la collezione numismatica presente a palazzo.
- Obersthofmarschall - dal quale dipendevano le questioni legali riguardanti la famiglia imperiale. Aveva inoltre il compito di risolvere i contenziosi sorti all'interno della corte
- Oberststallmeister - dal quale dipendevano le stalle, le carrozze, gli stallieri, le scuderie e i paggi di corte

Seguivano poi quattro cariche minori:
- Oberstküchenmeister - dal quale dipendeva l'amministrazione delle cucine del palazzo e la distribuzione dei cibi, oltre alle scorte alimentari
- Oberstsilberkämmerer - dal quale dipendevano camerieri e personale di servizio presente a corte
- Obersthof- und Landjägermeister - dal quale dipendeva l'amministrazione delle cacce imperiali
- Oberhofpostmeister - dal quale dipendeva il servizio postale imperiale

A questi seguivano dei funzionari militari minori che rappresentavano i comandi delle forze armate presenti regolarmente a palazzo:
- Il comandante degli arcieri imperiali
- Il comandante della guardia del corpo ungherese dell'imperatore
- Il comandante dei trabanti imperiali
- Il comandante dello squadrone di cavalleria imperiale
- Il comandante dello squadrone di fanteria imperiale

Ogni imperatrice consorte aveva inoltre un proprio entourage (hofstät) che comprendeva un proprio Hofmeister, una governante, le dame di corte, la sua segretaria personale e i servitori personali.

## Grandi uffici delle terre ereditarie asburgiche
Le terre che componevano i territori ereditari della corona asburgica, avevano ciascuna dei propri alti funzionari che dovevano essere necessariamente di fede cattolica e che spesso (anche in questo caso) appartenevano alle principali famiglie nobili locali. Alcuni incarichi finirono per divenire ereditari nei secoli. La Bassa Austria, che era la più antica di queste terre ereditarie, aveva in tutto tredici funzionari, l'Alta Austria ne aveva dodici, la Stiria dodici, la Carinzia nove e la Carniola dodici.

## Grandi uffici del Regno di Boemia
Da quando il Regno di Boemia ricadde tra i possedimenti della corona asburgica, vennero ristrutturati gli alti incarichi alla corte di Praga che vennero uniformati sul modello di quelli presenti alla corte di Vienna, pur mantenendo alcune peculiarità relative all'epoca medievale quando i re boemi concessero per primi alcuni privilegi ad alcuni funzionari d'alto rango.
1. Conte della Cappella Reale - arcivescovo di Olomouc
2. Cappellano della Cappella Reale - abate di Emmaus
3. Arcielemosiniere - dal 1791 l'abate di Strahov
4. Operhofmeister - da lui dipendeva l'amministrazione della corte. Con lo spostamento della capitale a Vienna, la carica divenne perlopiù onorifica ma tornava in funzione quando l'imperatore si trovasse a soggiornare a Praga. Dal 19 aprile 1743 la carica venne concessa per via ereditaria alla famiglia dei conti Kinsky von Vchynice zu Tetov
5. Hofmarschall - originariamente il sovrintendente supremo delle scuderie reali e capo della cavalleria di corte
6. Oberst-Truchsess o Seneschall - da lui dipendevano le cucine reali; dal XIV secolo al 1663 l'incarico fu concesso per via ereditaria alla famiglia Zajíc zu Hazmburk, dal 1723 venne concesso come ereditario alla famiglia di conti e principi Colloredo e poi ai principi Colloredo-Mannsfeld .
7. Oberst-Mundschenk - originariamente era il coppiere reale e sovrintendeva cantine e vigne dipendenti dalla corte. Dal 1337 la carica fu ereditaria della famiglia Vartemberk sino al 16 novembre 1627 quando passò agli Slavat zu Chlum und Košumberek ed alla loro estinzione dal 25 aprile 1716 venne concesso come ereditario alla famiglia dei conti Czernin von Chudenicz
8. Oberst-Vorschneider - originariamente aveva il compito di predisporre i cibi sulla tavola del sovrano; dopo l'estinzione della famiglia Sezim zu Ústí, passò nelle mani della famiglia von Waldstein che lo ottenne come ereditario dal 25 aprile 1716.
9. Oberst-Kuchelmeister- capo chef, dal 26 luglio 1723 venne concesso come ereditario alla famiglia dei conti Wratislav zu Mitrowicz.
10. Oberstkämmerer - ciambellano, gestiva originariamente la cura degli abiti, dei gioielli e del denaro contante posseduto dal monarca; la carica venne concessa come ereditaria ai principi di Lobkowicz
11. Oberst-Schatzmeister - tesoriere supremo, concessa dal 1723 alla famiglia Vrtba
12. Silberkämmerer - era responsabile del mantenimento dell'argenteria presente a corte e dei suoi frequenti inventari; dal 1743 la carica venne concessa per via ereditaria ai conti di Uhlfeld e dal 1796 passò ai conti di Salm-Reifferscheidt.
13. Panier des Herrenstandes - vessillifero del sovrano; la carica venne concessa nel 1723 come ereditaria alla famiglia Kořenský zu Terešov; il 3 aprile 1798 passò come ereditaria ai conti Chorinský zu Ledská.
14. Panier des Ritterstandes - vessillifero dei cavalieri di corte; la carica venne concessa nel 1723 come ereditaria alla famiglia Markvart zu Hrádek; dal 1791 passò come ereditaria alla famiglia dei cavalieri Vořikovských zu Kunratica.
15. Türhüter - portiere del palazzo reale; dal 1723 la carica venne concessa come ereditaria alla famiglia Karel zu Svárov, passando poi dal 6 maggio 1743 come ereditaria ai nobili Mladot zu Solopisk
16. Oberhofpostmeister - supremo mastro di posta; la carica venne concessa dal 10 aprile 1628 come ereditaria alla famiglia dei principi e conti di Paar
17. Oberst-Jägermeister - cacciatore reale, responsabile di tutte le foreste e della selvaggina in esse presente; l'ufficio non fu mai ereditario
18. Oberstmünzmeister - maestro di zecca reale, sovrintendeva all'attività mineraria, all'amministrazione delle città minerarie e alla zecca di Kutná Hora. L'ufficio non fu mai ereditario.

## Grandi uffici del Regno d'Ungheria
Da quando il Regno d'Ungheria ricadde tra i possedimenti della corona asburgica, vennero ristrutturati gli alti incarichi alla corte di Budapest che vennero uniformati sul modello di quelli presenti alla corte di Vienna, pur mantenendo alcune peculiarità relative all'epoca medievale quando i re ungheresi concessero per primi alcuni privilegi ad alcuni funzionari d'alto rango.
1. Conte Palatino d'Ungheria - supremo rappresentante del re d'Ungheria
2. Reichhofsrichter - supremo giudice di corte
3. Viceré di Dalmazia, Croazia e Slavonia
4. Arcitesoriere d'Ungheria
5. Oberstkämmerer - Primo cameriere d'Ungheria
6. Oberstmarschall - Maresciallo d'Ungheria
7. Ciambellano d'Ungheria
8. Portiere della corte ungherese
9. Comandante della guardia della corona ungherese

## Grandi uffici del Margraviato di Moravia
Il Margraviato di Moravia, come parte delle terre asburgiche, aveva un proprio ciambellano, carica concessa per via ereditaria alla famiglia Zierotin.